# Transpole
Transpole er det firma, der står for den offentlige transport i Lille. 
Transpole har VAL-linjer, førerløse metrolinjer, to sporvognslinjer og en del buslinjer.